# Hialeah Seaboard Air Line Railway Station
Hialeah Seaboard Air Line Railway Station  es un edificio histórico ubicado en Hialeah, Florida.  Hialeah Seaboard Air Line Railway Station se encuentra inscrito  en el Registro Nacional de Lugares Históricos desde el 14 de julio de 1995.  

## Ubicación
Hialeah Seaboard Air Line Railway Station se encuentra dentro del condado de Miami-Dade en las coordenadas 25°48′43″N 80°15′33″O / 25.811944, -80.259167.